# 프레더릭 소디

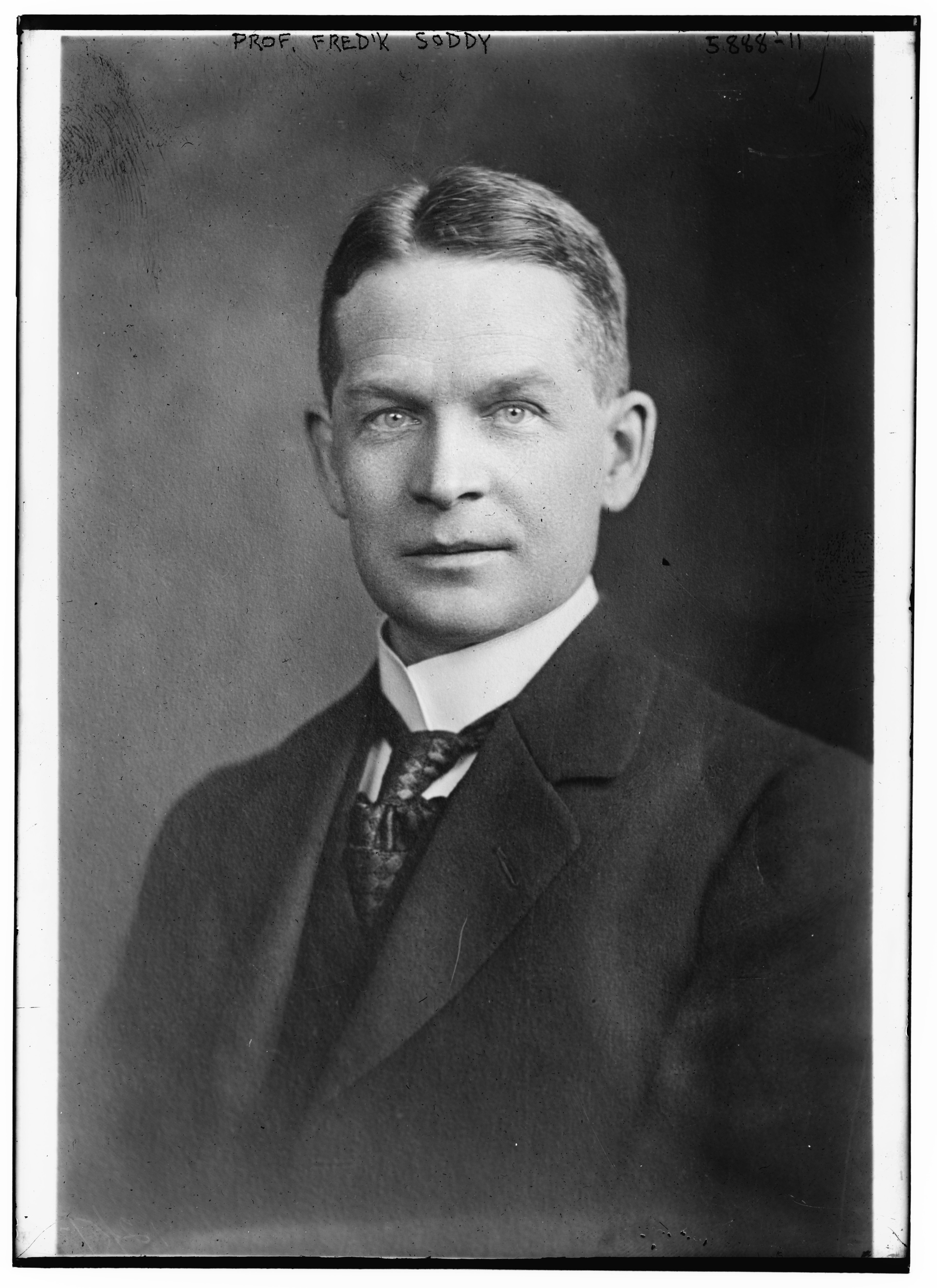
프레더릭 소디 (1921년)

프레더릭 소디(영어: Frederick Soddy, 1877년 9월 2일 ~ 1956년 9월 22일)는 영국의 물리학자이다.
1898년 옥스퍼드 대학교의 머튼 칼리지를 졸업하고, 캐나다에 건너가 어니스트 러더퍼드와 공동으로 방사능에 대하여 연구하여 원자 붕괴설을 수립하였다. 후에 런던으로 돌아와 윌리엄 램지와 공동으로 라듐에서 헬륨이 생기는 것과 알파 선 자체가 헬륨의 핵이라는 사실을 증명하였다. 1919년 모교의 화학 교수를 지냈으며, 1921년 노벨 화학상을 받았다. 저서에 《라듐의 해설》, 《방사성 원소의 화학적 주기설》, 《과학과 생명》 등이 있다.

## 같이 보기
- 아폴로니오스의 문제
- 올리버 색스

## 참고 문헌
- 이 문서에는 다음커뮤니케이션(현 카카오)에서 GFDL 또는 CC-SA 라이선스로 배포한 글로벌 세계대백과사전의 내용을 기초로 작성된 글이 포함되어 있습니다.